# Denis Zmeu
Denis Zmeu (ros. Денис Валентинович Змеу, Dienis Walientinowicz Zmeu; ur. 8 maja 1985 w Kiszyniowie) – mołdawski piłkarz występujący na pozycji pomocnika, reprezentant Mołdawii w latach 2007–2011.

## Kariera klubowa
Grę w piłkę nożną rozpoczął w wieku 7 lat w Zimbru Kiszyniów, gdzie przeszedł przez wszystkie szczeble młodzieżowe. Przed sezonem 2003/04 trener Sergiu Sîrbu włączył go do składu drużyny seniorów. W latach 2003–2006 zanotował 10 występów w Divizia Națională. Latem 2006 roku odmówił podpisania nowego, niekorzystnego dla niego kontraktu i został przesunięty do zespołu rezerw.
W styczniu 2007 roku został za kwotę 200 tys. euro wykupiony przez FC Vaslui, z którym podpisał czteroletnią umowę. 24 lutego 2007 zadebiutował w Liga I w spotkaniu z Farulem Konstanca, zremisowanym 1:1. W sierpniu 2008 roku zadebiutował w europejskich pucharach w dwumeczu przeciwko FK Liepājas Metalurgs (2:0, 3:1) w kwalifikacjach Pucharu UEFA 2008/09. W sezonie 2009/10 dotarł z FC Vaslui do finału Pucharu Rumunii, przegranego po serii rzutów karnych z CFR 1907 Cluj. Wystąpił w 5 spotkaniach fazy grupowej Ligi Europy 2011/12, w której jego klub zajął 3. lokatę w tabeli, odnosząc jedno zwycięstwo ze Sporting CP (1:0) po bramce Zmeu.
W lutym 2012 roku w meczu sparingowym z Silkeborg IF doznał kontuzji lewego kolana, wskutek czego musiał poddać się szeregowi zabiegów chirurgicznych, po których nie zdołał wznowić kariery. W trakcie rehabilitacji zaskarżył FC Vaslui do sądu oraz FRF, gdyż ten jego zdaniem zalegał mu z wypłatą wynagrodzenia i nie był skłonny finansować jego leczenia. Po rozpoznaniu sprawy zarówno jego pozew jak i skargę odrzucono. Wskutek konfliktu z zarządem klubu został na początku 2013 roku wystawiony na listę transferową, po tym jak odmówił rozwiązania kontraktu. W marcu 2013 roku przywrócono go do treningów z pierwszym zespołem. Latem 2013 roku oficjalnie ogłosił zakończenie kariery zawodniczej.

## Kariera reprezentacyjna
24 marca 2007 zadebiutował w reprezentacji Mołdawii w meczu z Maltą (1:1) w eliminacjach Mistrzostw Europy 2008. W październiku 2011 roku zdobył jedynego gola w drużynie narodowej w spotkaniu eliminacji Mistrzostw Europy 2012 przeciwko San Marino (4:0). Ogółem w latach 2007–2011 rozegrał w reprezentacji 20 spotkań i strzelił 1 bramkę.

### Bramki w reprezentacji
| LP | Data                 | Miejsce                   | Przeciwnik | Bramka | Rezultat | Ranga meczu                       |
| -- | -------------------- | ------------------------- | ---------- | ------ | -------- | --------------------------------- |
| 1. | 11 października 2011 | Stadion Zimbru, Kiszyniów | San Marino | 1:0    | 4:0      | Eliminacje Mistrzostw Europy 2012 |

## Kariera trenerska
W 2015 roku rozpoczął pracę jako trener przygotowania fizycznego w FMF, gdzie odpowiadał za wszystkie kategorie wiekowe. Następnie pracował w Milsami Orgiejów (2016–2017) oraz CSM Politehnica Jassy (2017–2019). W czerwcu 2019 roku dołączył do sztabu szkoleniowego Wartana Minasjana w FC Ararat Armenia.

## Życie prywatne
Zmeu posiada obywatelstwo Mołdawii i Rumunii. W styczniu 2011 roku wstąpił w związek małżeński ze swoją rumuńską narzeczoną Marianą, z którą rozwiódł się po jednym roku. W styczniu 2013 roku ożenił się z Mołdawianką Victorią Buduluță (ur. 1993), z którą ma dwójkę dzieci: syna Roberta (ur. 2014) i córkę (ur. 2017).